# Orthosia agravens
Orthosia agravens là một loài bướm đêm trong họ Noctuidae.